# José Rufino Echenique
José Rufino Echenique Benavente (Puno, 16 novembre 1808 – Lima, 16 giugno 1887) è stato un politico peruviano.
È stato Presidente del Perù dal 20 aprile 1851 al 5 gennaio 1855.